# Sachsenhausen (concentratiekamp)
Sachsenhausen was tijdens de Tweede Wereldoorlog een concentratiekamp in nazi-Duitsland. Het kamp lag 35 kilometer van Berlijn en werd in 1936 voorafgaand aan de Olympische Spelen in Berlijn gebouwd door gevangenen. Het kamp lag in de wijk Sandhausen (tegenwoordig Sachsenhausen, net als het kamp zelf) in de stad Oranienburg. Het was bedoeld als 'voorbeeldkamp' en werd later ook als opleidingskamp voor SS'ers en kampbewakers ingezet.
In Sachsenhausen zaten van 1939 tot 1945 ongeveer 200.000 mensen gevangen. Voor de periode van 1936 tot 1939 zijn er geen betrouwbare getallen. Volgens de officiële getallen kwamen er ca. 30.000 tot 50.000 mensen om. Onder de gevangenen waren politieke tegenstanders van Adolf Hitler, krijgsgevangenen, zogenaamde asocialen, Roma, Sinti, Joden, homoseksuelen en Jehova's getuigen. De doodsoorzaak varieerde: ziekte, uithongering, uitputting, marteling en executie.

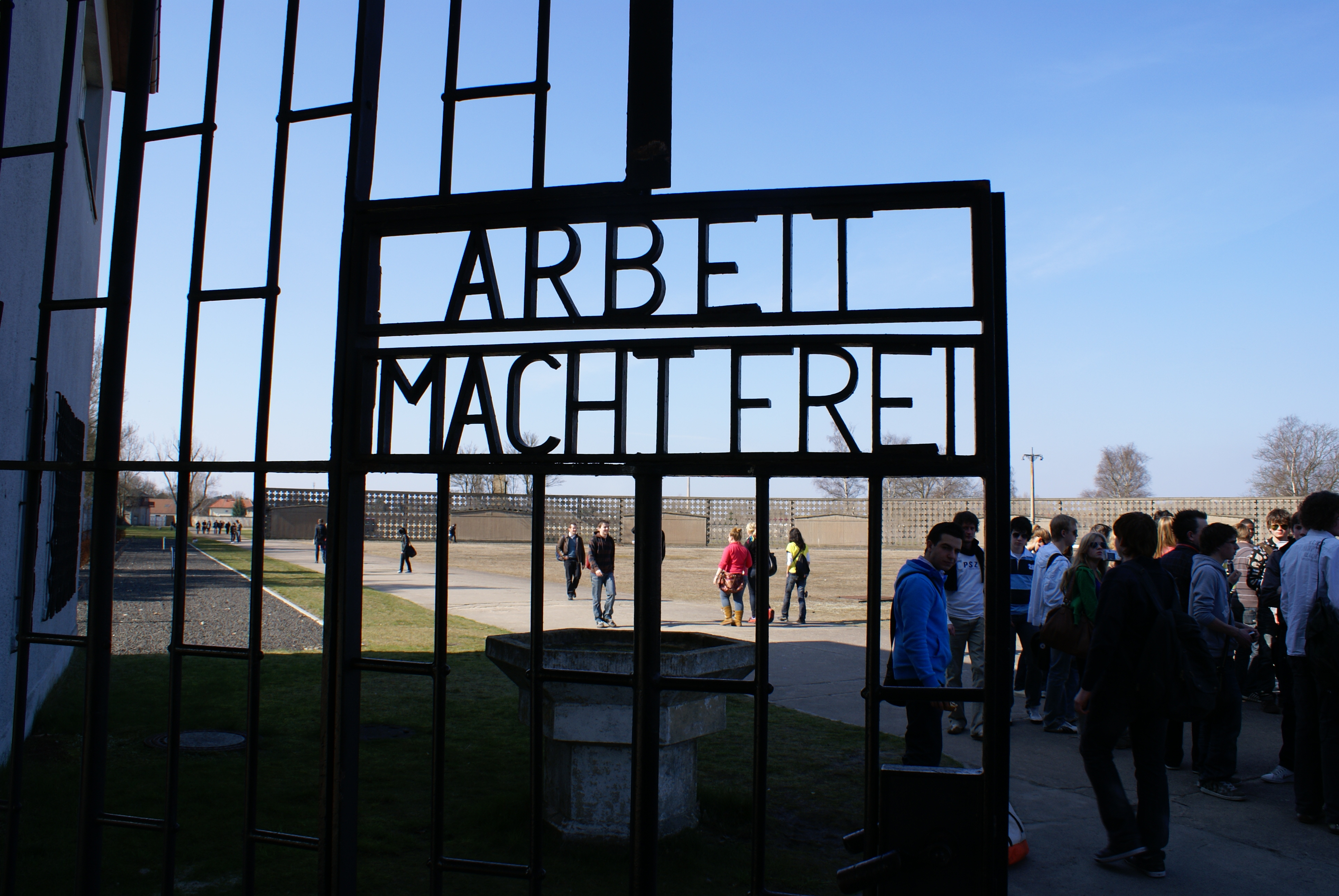
Poort van Sachsenhausen
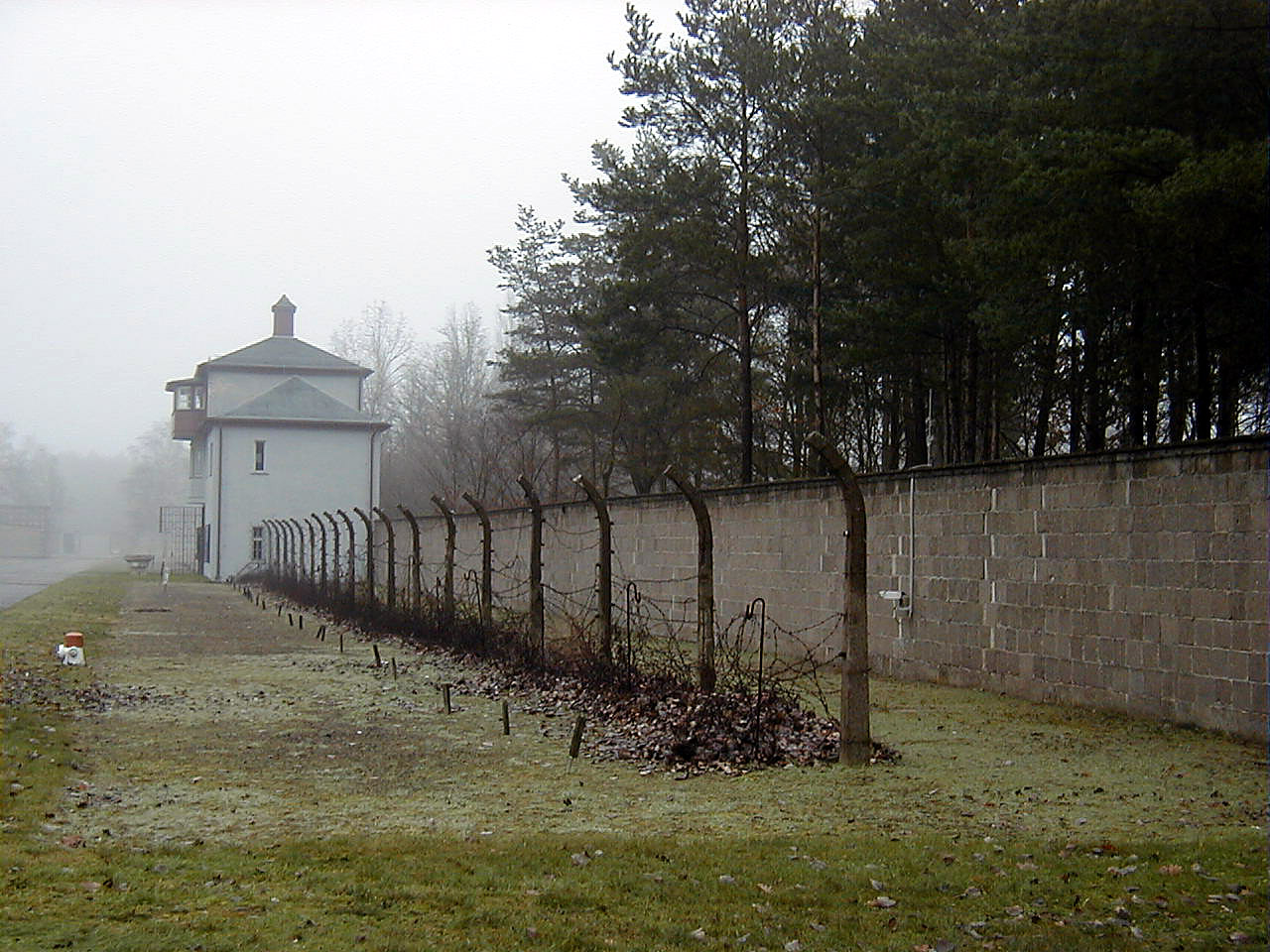
Poortgebouw met reconstructie prikkeldraad
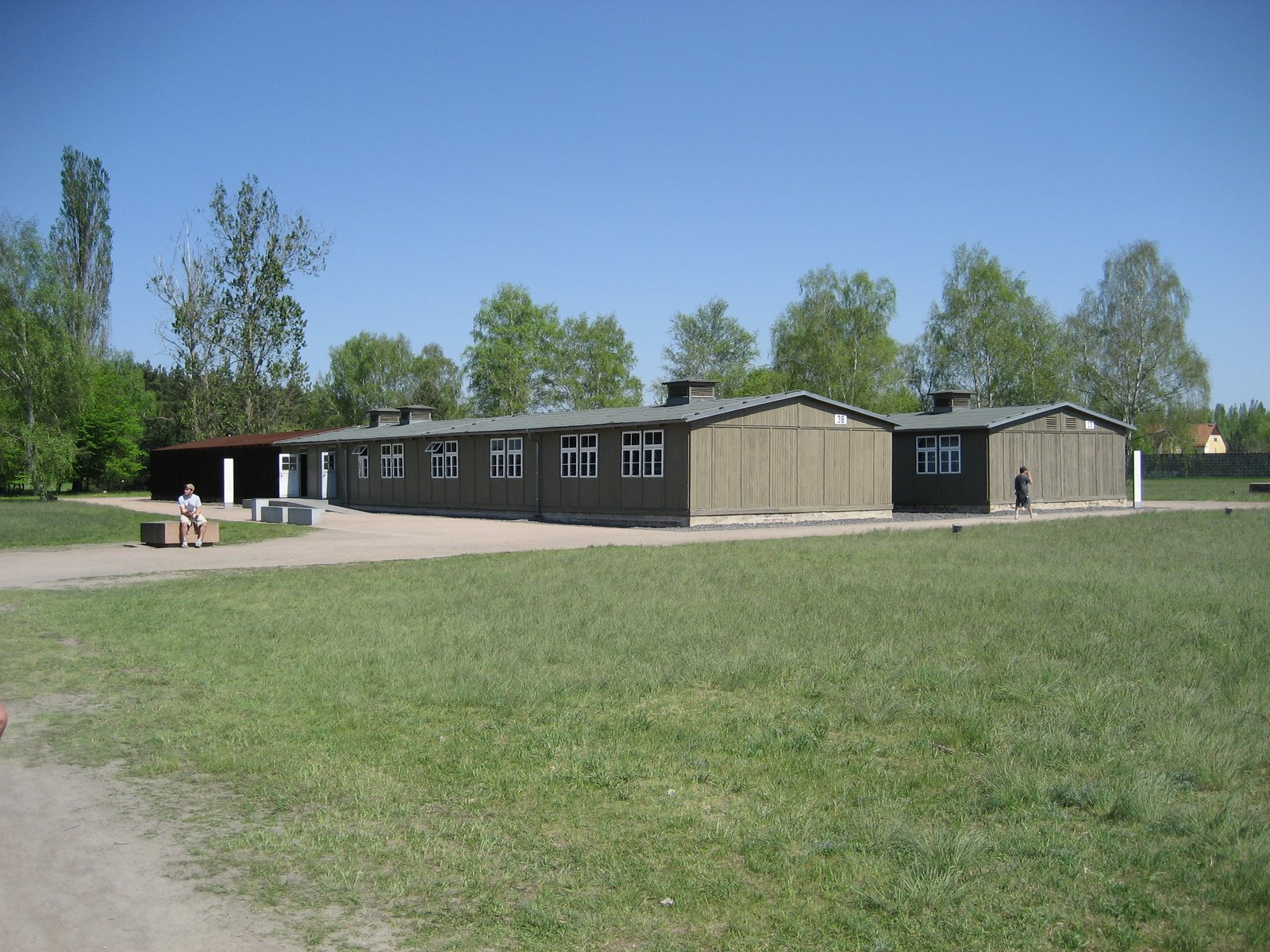
Joodse barakken
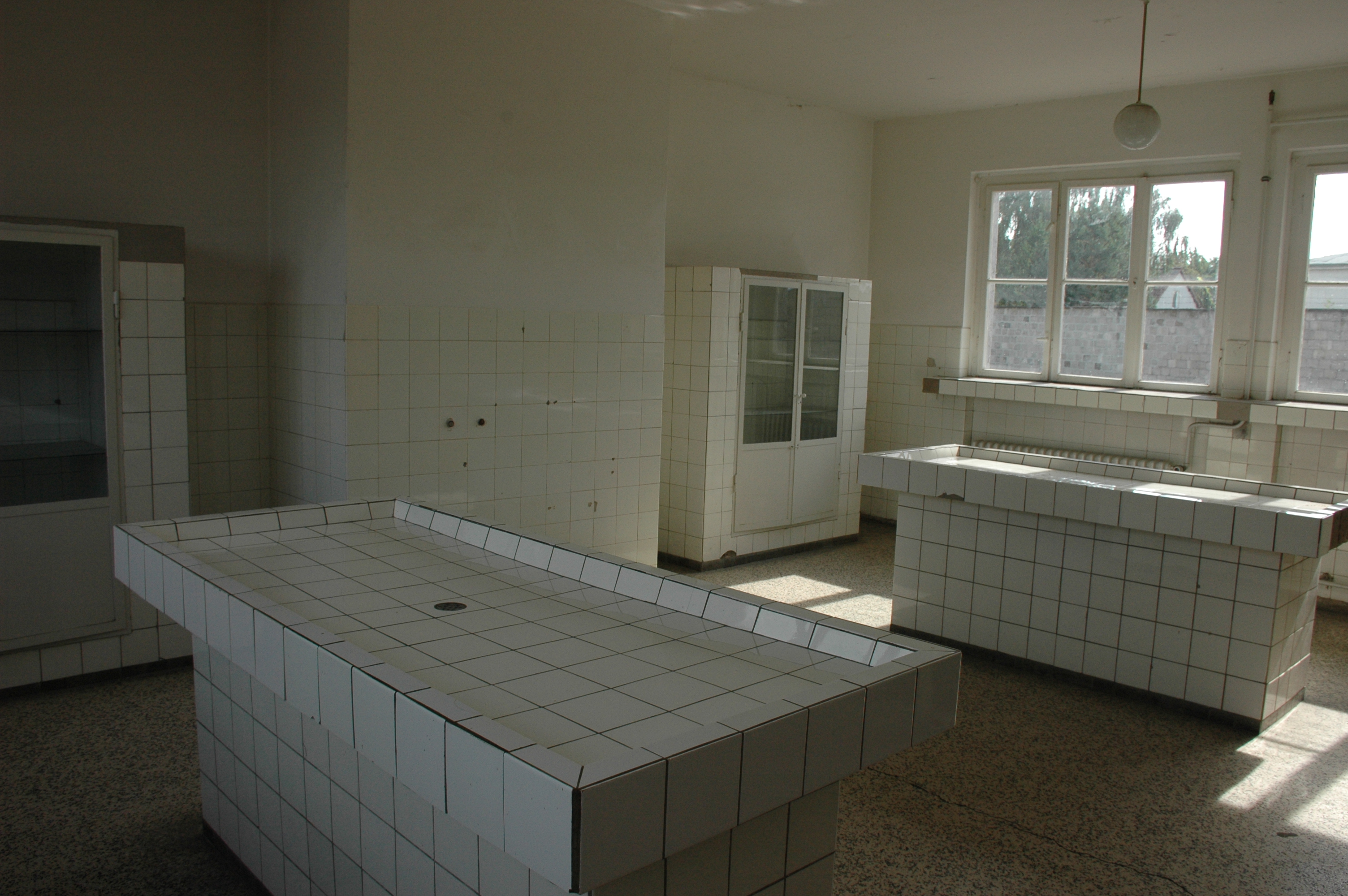
Pathologisch laboratorium

## Voor de oorlog
Na de machtsovername van de SS op de SA sloot kamp Oranienburg en werd in Sandhausen een nieuw modelkamp voor alle andere concentratiekampen gebouwd, genaamd Sachsenhausen. Het diende als opleidingsinstituut voor de SS én voor kampartsen, o.a. Aribert Heim.
Terwijl Hitler goede sier maakte tijdens de Olympische Spelen van 1936 in Berlijn, werd 35 kilometer verderop kamp Sachsenhausen gebouwd door gevangenen uit Esterwegen. Als gevolg van de wreedheden van de SS-bewakers en ondervoeding overleefden de meesten dit niet. Eind september van dat jaar was het Konzentrationslager Sachsenhausen klaar. De eerste gevangenen waren politieke gevangenen zoals communisten. Na de politieke gevangenen volgden mensen die door het naziregime als 'minderwaardig’ beschouwd werden: geestelijk gehandicapten, Roma, Joden en homoseksuelen. Na de Kristallnacht in 1938 werden 1.800 Joden naar Sachsenhausen getransporteerd.
Het kamp is delta-vormig, qua architectuur een "Idealplan". Alle zichtlijnen lopen naar de centrale toegangspoort, met de kenmerkende spreuk 'Arbeit macht frei'. Dit concept was bedoeld voor absolute terreur van de SS. Vanuit alle hoeken was het machinegeweer op de poort zichtbaar. Bij de groei van het kamp bleek dit concept niet houdbaar. Op diverse locaties rondom de bestaande barakken werden barakken en andere gebouwen zoals het crematorium bijgebouwd.
Sachsenhausen bekleedde een bijzondere positie in het systeem van nazi-concentratiekampen. Dit kwam door de nabijheid van de Reichshoofdstad en zijn functie als trainingskamp. Dit werd versterkt door de verplaatsing van de "Inspectie van Concentratiekampen", het administratieve centrum voor alle concentratiekampen in de Duitse invloedssfeer, van Berlijn naar Oranienburg in april 1938.
Eind september 1939 waren er 8.384 gevangenen in het kamp. In november van dat jaar nam het aantal gevangenen toe tot 11.311. Als gevolg van een tyfusepidemie en hongersnood stierven honderden gevangenen binnen enkele weken. Tot april 1940 werden overledenen gecremeerd in Berlijn. Vanaf april 1940 beschikte Sachsenhausen over een eigen crematorium; daartoe werd besloten nadat een vrachtwagen op weg naar Berlijn bij een ongeluk lijken had verloren.
De gevangenen werden ingezet voor dwangarbeid en net als in veel andere concentratiekampen vonden in Sachsenhausen medische experimenten plaats. Gevangenen werden opzettelijk grote wonden toegebracht om de genezing te bestuderen en kinderen werden besmet met hepatitis B teneinde de veranderingen in de lever te volgen.
De 'Inspectie der Concentratiekampen' regelde de organisatie en planning voor alle concentratiekampen in Duitsland. De eerste inspecteur was Theodor Eicke, die eerder in Dachau werkzaam was. Sachsenhausen was tevens opleidingscentrum voor SS-bewakers. Onder anderen de bewakers van Kamp Vught werden er opgeleid. Om het kamp aan het zicht van de buitenwereld te onttrekken en om het ontsnappen zo moeilijk mogelijk te maken, woonde het kamppersoneel rondom het kamp in het tegenwoordige Oranienburg. Tegelijk was het kamp voor de lokale bevolking een belangrijke economische factor, ook omdat bijvoorbeeld lokale ambachtslieden er werkzaamheden uitvoerden en handel mee dreven.

### Bekende gevangenen
- Jan Bender, componist
- Martinus Konijn, de eerste Nederlander in het kamp[6][7][8]

## Tijdens de oorlog
De omstandigheden in Sachsenhausen waren barbaars. Zo werden dagelijks gevangenen doodgeschoten of opgehangen: 33 Polen en 88 Nederlanders in mei 1942, onder wie Johannes Antonius Alphonsus Mekel, Richard Leonard Arnold Schoemaker, Pierre Marie Robert Versteegh en Johan Hendrik Westerveld.
Na de nazi-invasie in de Sovjet-Unie werden duizenden Sovjetsoldaten als krijgsgevangene naar Sachsenhausen gebracht, van wie de meesten omkwamen. Vanaf augustus 1941 werden circa 18.000 Russische krijgsgevangenen doodgeschoten. Op hen werd de in Sachsenhausen ontwikkelde nekschotmachine uitgeprobeerd, die later in Station Z kwam te staan.
In 1942 werd Station Z aangelegd, een installatie voor vernietiging van gevangenen. Op 29 mei van dat jaar werden nazikopstukken uitgenodigd voor de opening van Station Z. Als demonstratie van de efficiëntie van de installatie werden 96 Joden doodgeschoten. In maart 1943 werd Station Z uitgebreid met een gaskamer, die tot het einde van de oorlog dienst zou doen. Het aantal doden door vergassing is niet bekend, omdat de transporten voor de gaskamer niet werden geadministreerd. Bij later onderzoek werden grote as-akkers ontdekt. Op basis van ooggetuigenverklaringen zijn in de omgeving wegen gevonden die grotendeels waren aangelegd met een grote hoeveelheid menselijke as; dit duidt op grote aantallen slachtoffers.
Vanaf 1942 kwam er steeds meer vraag naar goedkope arbeidskrachten, hierdoor nam het aantal gevangenen dat werd ingezet als dwangarbeider toe. Op het hoogtepunt van de dwangarbeid waren er zo'n honderd 'buitenkampen' en 'buitencommando's'. In buitenkampen verbleven de gevangenen ook 's nachts, in buitencommando's alleen overdag. Bedrijven die gebruikmaakten van dwangarbeiders waren onder meer Siemens, Henschel-Werke Berlin, Daimler-Benz, IG Farben en AEG. Wie niet kon werken - bijvoorbeeld door ziekte - tekende daarmee zijn doodvonnis, aangezien arbeidsongeschiktheid veelal betekende dat men op de trein naar een vernietigingskamp gezet werd.
Berucht was het werk in de steenfabriek in Oranienburg, waar de gevangenen zelf de haven aanlegden en de fabriek bouwden. In deze steenfabriek werden de enorme stenen gefabriceerd, bedoeld voor de bouwwerken van Albert Speer, onder andere voor de nieuwe - nooit gerealiseerde - hoofdstad van het Derde Rijk, Germania.
Eveneens berucht was de testbaan voor rubberproducten, toegepast bij de productie van onder andere schoenen. Deze was in het kamp in gebruik van 1940 tot 1945. Voor de gevangenen was het werk hier een speciale straf. De Schuhläufer kregen schoenen van te testen materiaal aan en moesten over een slecht wegdek in één dag 25 tot 40 kilometer rennen of 40 tot 48 kilometer marcheren, met vaak ook nog zware bepakking. Gevangenen die deze beproeving, ondanks "aansporingen" (stokslagen) door de kampbewakers, niet volhielden, werden vermoord.

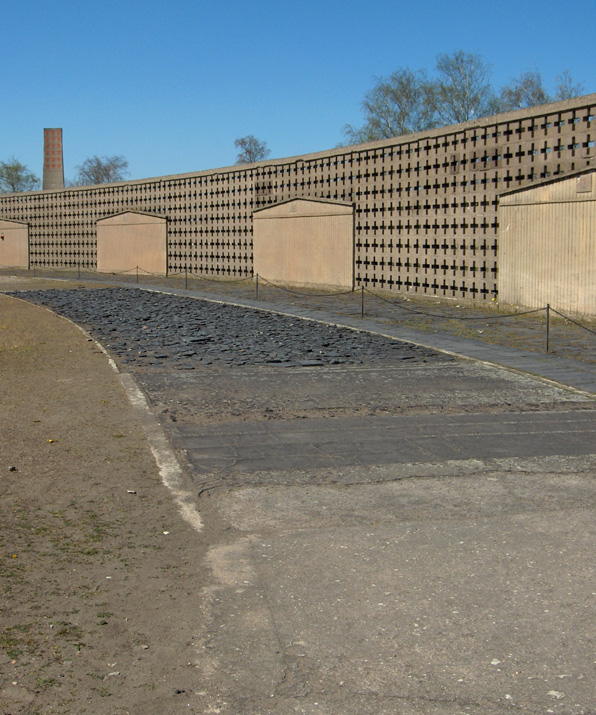
Reconstructie van de „Schuhprüfstrecke“, schoeiseltestbaan
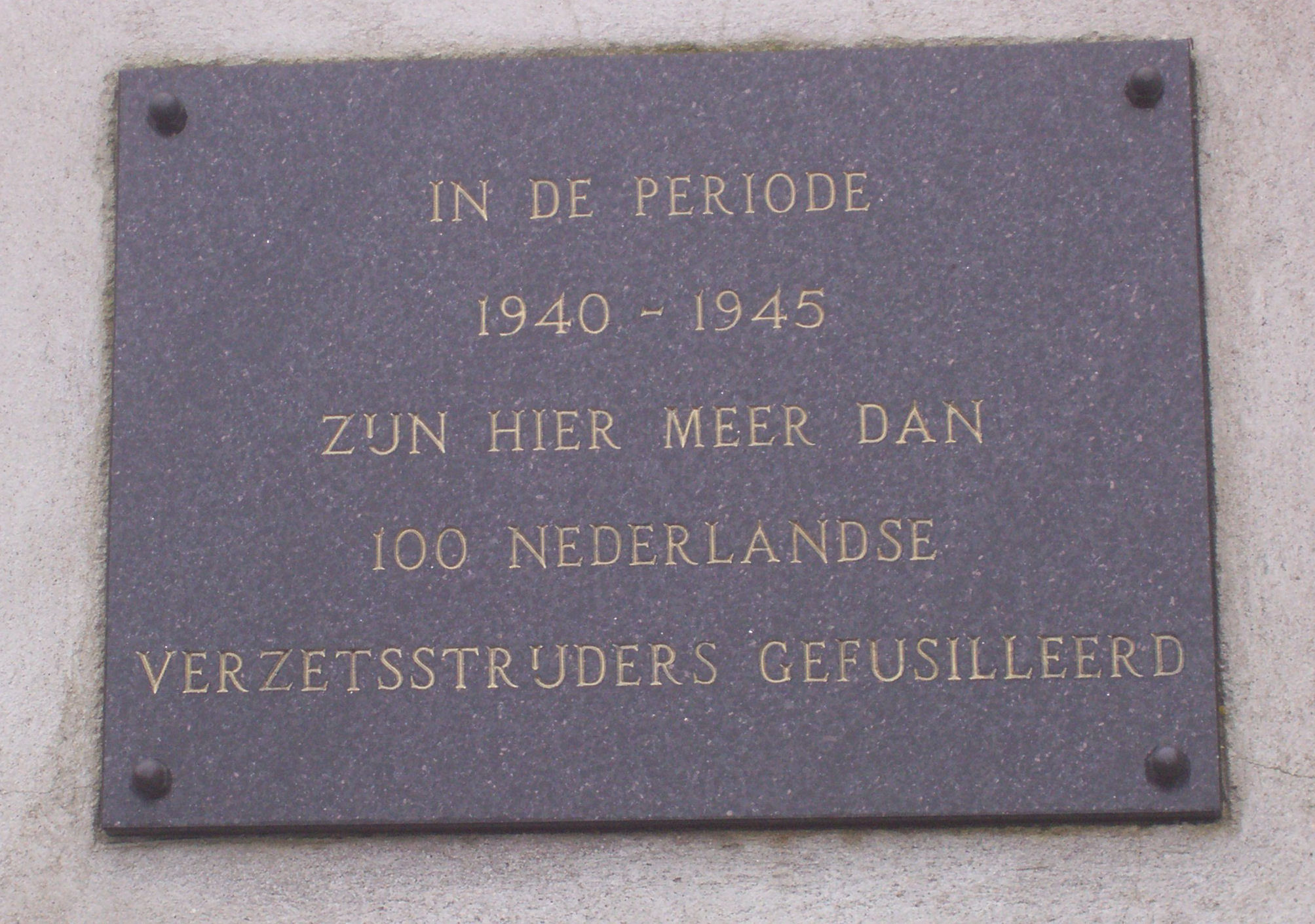
Herdenkingsplaquette voor gefusilleerde Nederlanders
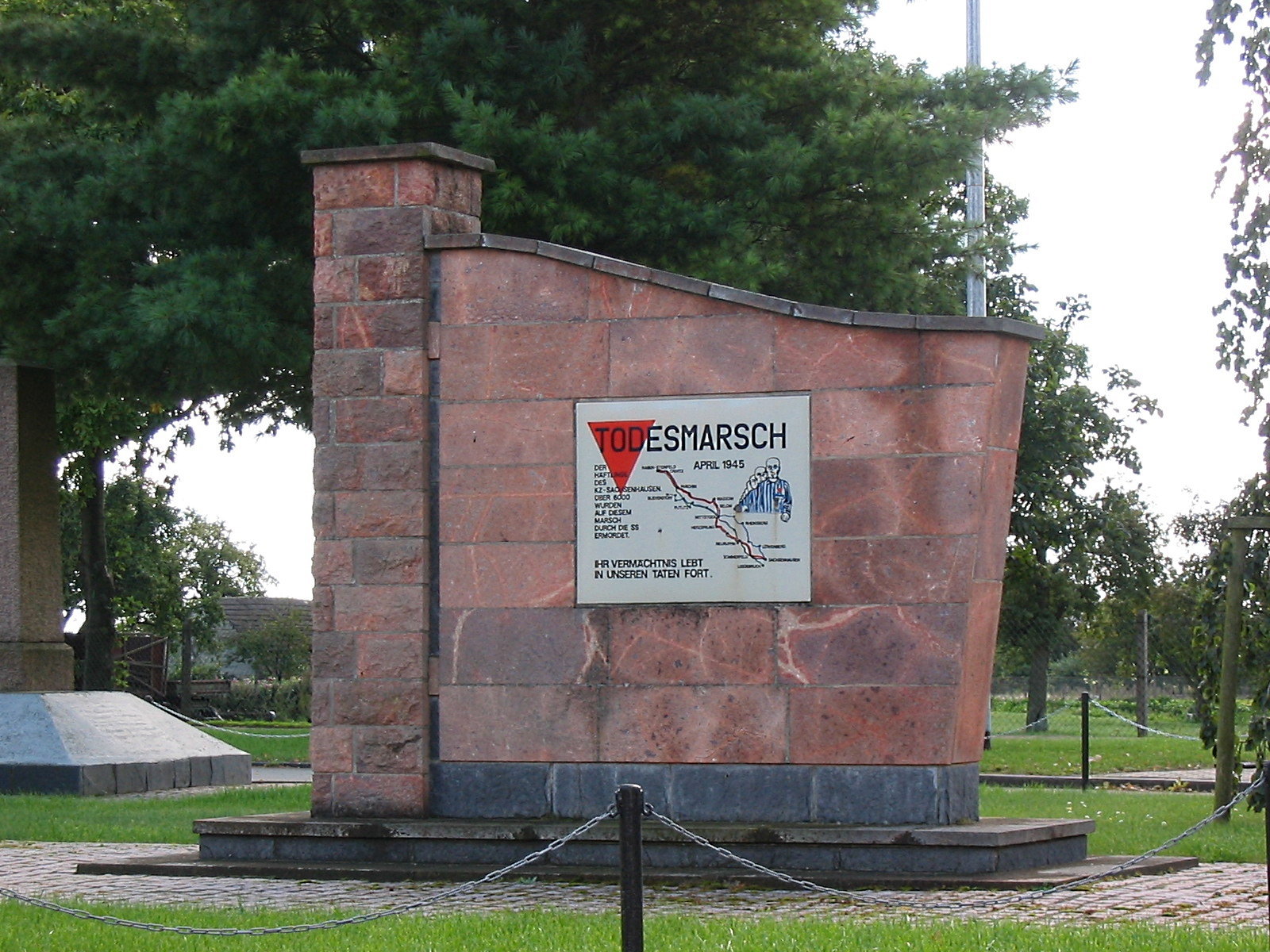
Gedenksteen dodenmars
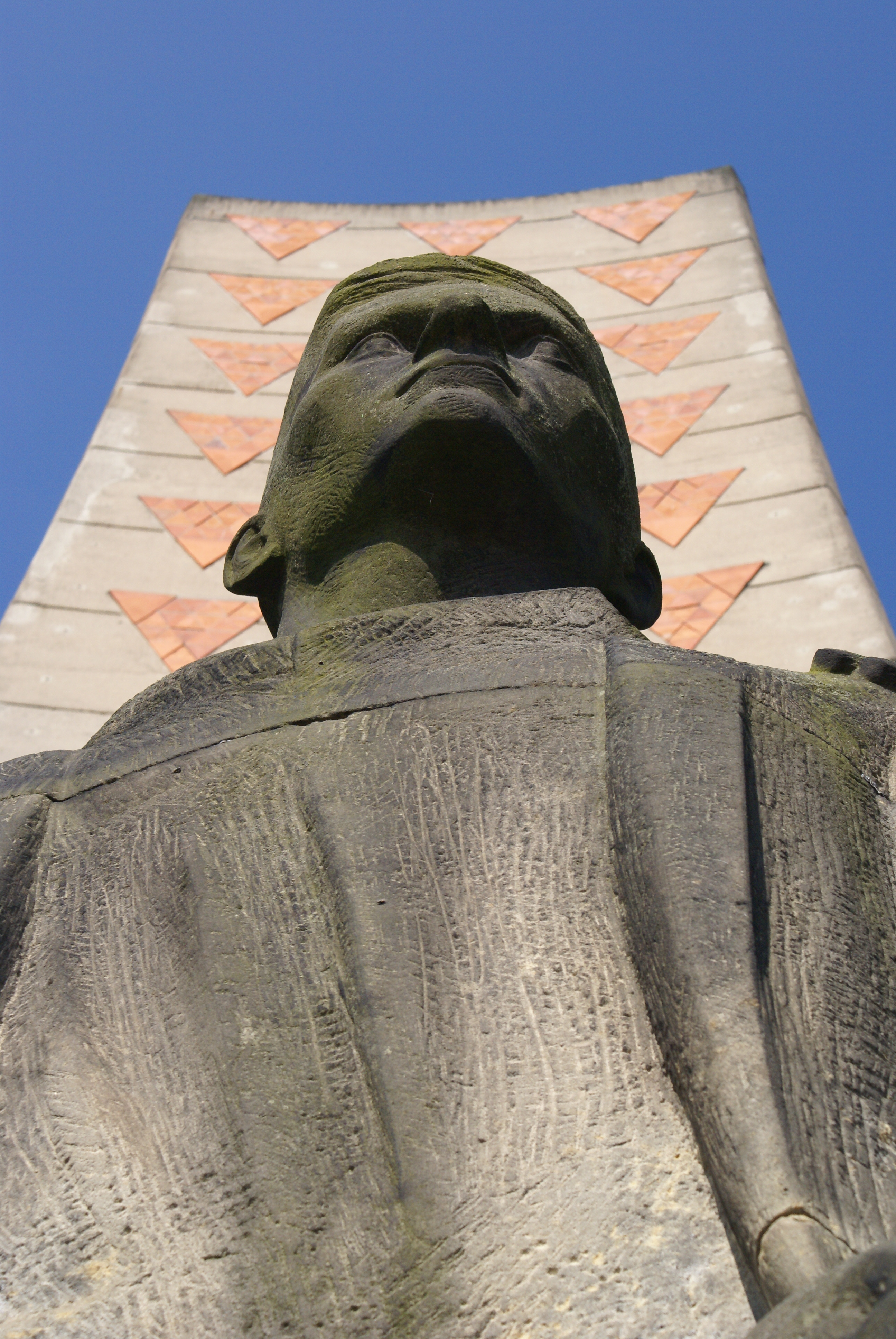
Gedenkteken uit de tijd van de DDR

### Bekende gevangenen en slachtoffers
| - Pierre d'Alcantara de Querrieu, verzetsman - Stepan Bandera, Oekraïens nationalist - Kees Becht, verzetsman, later politicus - Jurek Becker, Pools-Duits schrijver van Jacob de Leugenaar - Jan Willem Berix, districtsleider van de Landelijke Organisatie voor Hulp aan Onderduikers in Heerlen - Freek Bischoff van Heemskerck, verzetsman, later stalmeester aan het Nederlandse hof - Arend Andries Bontekoe, verzetsman - Jan Johannes Bosma, tuinarchitect - Trygve Bratteli, politicus - Thomas Buergenthal, jurist - Francisco Largo Caballero, vakbondsleider en politicus - Odo Croiset, illegale drukker - Joseph De Hasque, politicus - Pieter Dekhuijzen, was huisarts en clubarts van Feyenoord, verzet tegen Artsenkamer, binnen enkele weken na aankomst in kamp overleden aan dysenterie - Marinus Delhez, verzetsstrijder - Hans von Dohnányi, jurist - Jakov Dzjoegasjvili, zoon van Stalin - Henk Eikeboom, anarchist, uitgever - Joop van Elsen, verzetsman, later Tweede Kamerlid - Georg Elser, verzetsman, pleegde een aanslag op Hitler, later vermoord in Dachau - Jan van den Ende, filmmaker en natuurbeschermer - Marius Flothuis, musicoloog en componist - Ernst Goldenbaum, politicus - Henk Gortzak, verzetsman, later Tweede Kamerlid - Daan Goulooze, uitgever en verzetsman - Jur Haak, voetballer en verzetsman - Hans Hers, medicus - Piet Jongeling, journalist, verzetsman, later Tweede Kamerlid - Louis Kiebooms, later Vlaams katholiek politicus - Anton de Kom, anti-koloniale schrijver, nationalist en verzetsstrijder |  | - Paul-Ludwig Landsberg, filosoof - Jan Lemaire jr., acteur - Jean Lenglet, journalist - Truus van Lier, verzetsstrijdster - Marcel Louette, verzetsstrijder (oprichter van de Witte Brigade) - Jan Mekel, hoogleraar en verzetsman - Jens Emil Mungard, Friese dichter - Martin Niemöller, verzetsstrijder, luthers geestelijke - Sigismund Payne-Best, geheim agent - Flor Peeters, hoogleraar - Leo Polak, jurist en filosoof - Reina Prinsen Geerligs, schrijfster en verzetsstrijdster - Johan Ringers, regeringscommissaris voor de Wederopbouw, minister in eerste naoorlogs kabinet - Thys Risselada, Engelandvaarder - Govert Ritmeester, burgemeester - Richard Schoemaker, hoogleraar en verzetsman - Kurt Schuschnigg, Oostenrijks politicus - Jan Slot, verzetsman, later burgemeester - Richard Stevens, agent SIS - Friedrich Syrup, jurist en politicus - Hermannus van Tongeren sr., militair - Omer Vanaudenhove, later Vlaams liberaal politicus - Jan Verschure, verzetsstrijder en ondernemer - Pierre Marie Robert Versteegh, luitenant-kolonel en verzetsman - Koos Vorrink, politicus - Johan Hendrik Westerveld, verzetsman, oprichter van de Ordedienst - Bernhard Wicki, filmregisseur - Oncko Wttewaall van Stoetwegen, verzetsstrijder - Henny van Zadelhoff, Delfts student |

### Commandanten
- Michael Lippert, juli 1936 – oktober 1936
- Karl-Otto Koch, oktober 1936 – juli 1937
- Hans Helwig, juli 1937 – januari 1938
- Hermann Baranowski, februari 1938 – september 1939
- Walter Eisfeld, 1939–1940
- Hans Loritz, 1940–1942
- Albert Sauer, 1942–1943
- Anton Kaindl, 1943–1945

### Bewaker
- Hermann Hackmann

### Bevrijding
Begin 1945 besloten de nazi's het kamp te ontruimen met het oog op het oprukken van de geallieerden. Veewagons vol gevangenen vertrokken naar vernietigingskampen als Auschwitz en Majdanek. De gevangenen die levend aankwamen, werden in deze kampen alsnog om het leven gebracht. Eind april waren er nog 36.000 gevangenen in Sachsenhausen. Op 20 april 1945 startte wat later bekend is geworden als 'de dodenmars': 33.000 gevangenen vertrokken te voet uit het kamp, verdeeld in groepen van vijfhonderd, richting het noordwesten. Het SS-plan was de groepen in te schepen naar Denemarken en deze schepen vervolgens te laten zinken. Tijdens de dodenmars kwamen minstens zesduizend gevangenen om het leven door uitputting of executie. Op hun weg naar het noorden stuitte een deel van de gevangenen op het Zweedse Rode Kruis dat hen voedsel verstrekte. Op 3 mei 1945 naderde de colonne het Rode Leger waarop de SS-bewakers vluchtten. De overlevenden stuitten tussen de plaatsen Parchim en Schwerin op de geallieerden.
Het kamp Sachsenhausen werd door het Rode Leger bevrijd op 22 april 1945. Er waren drieduizend gevangenen achtergebleven, hoofdzakelijk zieken en verplegers. Onder hen waren ongeveer tachtig Nederlanders, onder wie Hans Hers en drie andere Nederlandse artsen. Er waren nog 1.400 vrouwen. De meesten waren te zwak om hun bevrijders te verwelkomen. Ondanks de medische zorg die de geallieerden hen gaven, kwamen na de bevrijding ten minste driehonderd gevangenen om het leven door ziekte en uitputting.

## Na de oorlog
Na de bevrijding werd bekend dat Sachsenhausen het hoofdkwartier was geweest van Operatie Bernhard, waar op grote schaal vals geld werd gedrukt (voor ongeveer 132 miljoen aan Engelse ponden).

### Speziallager
Nadat de gevangenen van de nazi's in de zomer van 1945 het kamp verlaten hadden, werd het vanaf augustus 1945 door de Sovjet-bezetters als Speziallager in gebruik genomen. Het crematorium en de vernietigingsinstallaties werden niet gebruikt, de barakken, de gevangenis en de andere ruimtes wel. Tegen het eind van 1945 zat Sachsenhausen weer vol met 12.000 gevangenen. Naast nationaalsocialisten werden sociaaldemocraten en burgerlijke tegenstanders van het Sovjetregime opgesloten. Ook waren er jongeren opgesloten onder de verdenking bij Werwolf-activiteiten betrokken te zijn. In de periode tot 1950 hebben in totaal ongeveer 60.000 mensen gevangengezeten van wie er ongeveer 12.000 zijn overleden door ziekte en honger.
Gevangenen
- Karl-Heinz Kurras 1946-1949

### Kamp opgeheven
Na de oprichting van de Duitse Democratische Republiek (DDR) in 1949 werd het kamp opgeheven. Ongeveer achtduizend gevangenen kwamen vrij, een klein aantal werd naar de Sovjet-Unie gedeporteerd en 5.500 gevangenen werden aan de autoriteiten van de DDR overgedragen. Onder hen waren 1.119 vrouwen en dertig kinderen, die naar de gevangenis Hoheneck werden overgebracht. Na de sluiting van het Speziallager werd het kamp grotendeels gesloopt.
In 1961 werd het kamp ingericht als museum en monument. Na 1961 is het heringericht met specifieke elementen zoals de obelisk als gedenkteken. Na veel protest, onder andere bij de Sovjet-autoriteiten in de DDR, is besloten de Jodenvervolging en -vernietiging een prominente plek te geven. Dit was in de eerste plannen niet opgenomen, wat leidde tot woedende reacties die de Sovjet-bezetter beschuldigden van het verzwijgen van deze gruweldaden.
Het gebruik als Speziallager bleef het DDR-regime verzwijgen. Na de Duitse hereniging in 1990 is onderzoek gepleegd op het kampterrein en zijn tientallen massagraven gevonden. Tegenwoordig is aan de rand van het terrein ook een museum gewijd aan de tijd dat het kamp als Speziallager in gebruik was.
In 1992 werd een deel van de Joodse barakken verwoest door een antisemitische aanslag met een brandbom.

## Monument
In Nederland staat in het Reeburgpark in Vught sinds 1994 het Sachsenhausen-monument ter nagedachtenis aan de meer dan 1.400 Nederlanders die in de periode van mei 1940 tot 22 april 1945 zijn omgekomen in Sachsenhausen.

## Films
- Die Fälscher A/D 2007, Regie: Stefan Ruzowitzky, 95 minuten. Met Karl Markovics. De film is gebaseerd op de waargebeurde geschiedenis van 'operatie Bernhard' (zie hierboven). Op 24 februari 2008 kreeg de film een Oscar in de categorie beste buitenlandse film.
- De documentaire Broertje met de broers De Winter, in herinnering aan hun vader, die in Auschwitz, Buchenwald, Berlijn en Sachsenhausen was, en van daar na de bevrijding naar Havelberg is gelopen. (EO, Natascha van Weezel).